# Ingeborg Clarus
Ingeborg Clarus (* 21. Januar 1917; † 2003) war eine Tiefenpsychologin und Autorin.
Ingeborg Clarus war Medizinerin, Psychotherapeutin und Psychoanalytikerin in freier Praxis in Stuttgart, Dozentin am C. G. Jung-Institut in Zürich sowie Lehranalytikerin für Tiefenpsychologie am Psychoanalytischen Institut in Stuttgart. Als Vertreterin der analytischen Psychologie nach Carl Gustav Jung galt Clarus als Kennerin von Symbolen. Ihr Forschungsschwerpunkt waren die Beziehungen zwischen Mythologie und Analytischer Psychologie und zum Traum.
Sie war Verfasserin von Büchern und Aufsätzen zu Themen an der Schnittstelle von Psychologie, Religionswissenschaft und vergleichender Mythologie, bekannt war sie für ihre Beiträge zur keltischen, ägyptischen und griechischen Mythologie oder zur Bedeutung von Opferhandlungen. Ihre Monographie Keltische Mythen gilt als Standardwerk zur psychoanalytischen Deutung keltischer Mythologie im Spannungsfeld zwischen dem Matriarchats-Patriarchats-Problem, es erfuhr mehrere Auflagen und wurde vom Deutschen ins Tschechische übersetzt.

## Schriften (Auswahl)
- Du stirbst, damit du lebst. Ägyptische Mythologie in tiefenpsychologischer Sicht. Bonz, Fellbach 1979. ISBN 3-87089-167-X
- Odysseus und Oidipus. Wege und Umwege der Seele. Bonz, Fellbach 1986. ISBN 3-87089-309-5
- Keltische Mythen. Der Mensch und seine Anderswelt. Verlag Olten, Freiburg im Breisgau 1991. ISBN 3-530-13513-5
- Opfer, Ritus, Wandlung. Eine Wanderung durch Kulturen und Mythen. Patmos, Düsseldorf 2000. ISBN 3-491-72425-2
- Das Opfer. Archaische Riten modern gedeutet. Patmos, Düsseldorf 2005. ISBN 3-491-69127-3

## Nachweise
1. ↑  Kurzporträt in der Fußnote, Ingeborg Clarus, Die Symbolik des Wassers im Spiegel keltischer Mythen, Analytische Psychologie (1997) 28 (4), S. 283.
2. ↑  Buchbesprechung des Deutschlandradio Kultur

| Personendaten    | Personendaten                 |
| ---------------- | ----------------------------- |
| NAME             | Clarus, Ingeborg              |
| KURZBESCHREIBUNG | Tiefenpsychologin und Autorin |
| GEBURTSDATUM     | 21. Januar 1917               |
| STERBEDATUM      | 2003                          |